# Переворот аль-Вазири (1948)
Переворот аль-Вазири (араб.: الثورة الدستورية اليمنية al-thawra ad-dustūr al-Yamaniyya), также называемый переворотом клана Яхья – насильственная попытка свержения династии Хамидаддинов в Йеменском Мутаваккилийском королевстве в 1948 году, которая закончилась примерно 5000 погибшими с обеих сторон. Во время попытки государственного переворота имам Яхья бин Мухаммед Хамид-ад-Дин был убит, а конкурирующая семья Сейидов, аль-Вазири захватила власть в Северном Йемене на несколько недель. Оппозиционные «Свободные йеменцы» не участвовали в перевороте, но присоединились к новому правительству. При поддержке саудовской королевской семьи Хамидаддины восстановили свое правление. После свержения власти аль-Вазири, новым имамом стал Ахмед бен Яхья Хамидаддин, сын короля Яхьи.

## Предпосылки переворота
30 октября 1918 года, после распада Османской империи, имам Яхья объявил северный Йемен независимым государством и объявил себя королем Йеменского Мутаваккилийского королевства, став не только духовным главой зейдитов, но и мирским правителем. Вскоре государство Яхьи получило международное признание.
В 1920-х годах король Яхья расширил власть Йемена на север до южной Тихамы и южного Асира, но столкнулся с растущим влиянием короля Неджда и Хиджаза Абдул-Азиз Аль Сауда. В начале 1930-х годов, прежде чем покинуть некоторые районы, включая южный город Тихамы – Ходейду, саудовские силы захватили большую часть этих территории во время саудовско-йеменской войны. Современная граница с Саудовской Аравией была установлена Таифским договором от 20 мая 1934 года после окончания саудовско-йеменской войны. Непризнание йеменским имамом южной границы его королевства с британским протекторатом Аден (позже Народно-Демократическая Республика Йемен), переговоры по которому велись его османскими предшественниками, время от времени приводили к столкновениям с британцами.

## Убийство короля Яхьи и попытка государственного переворота
Семья аль-Вазири (Байт аль-Вазир из Вади Сир в Бани Хушайше) стремились захватить власть у правящей династии. Имам Яхья был застрелен убийцей 17 февраля 1948 года. Убийца, известный как аль-Кардаи, был из племени Бани Мурад. Затем аль-Вазири поставили во главе королевства своего собственного имама Абдаллу бин Ахмада аль-Вазира. Но его правление оказалось недолгим.
После убийства имама Яхьи его сын кронпринц Ахмед начал активные действия в северных районах страны по сплочению племен лояльных династии Хамидаддинов. Северные племена сразу же признали Ахмеда новым имамом Йемена. Затем племенные ополчения во главе с Ахмедом окружили Сану и захватили его. В результате Ахмед смог восстановить контроль над столицей. Власть Хамидаддинов была восстановлена, а правитель Абдалла бин Ахмад аль-Вазири был свергнут и обезглавлен.

### Начало переворота
17 февраля 1948 г. в Эль-Хазиязе, недалеко от Саны, группой заговорщиков во главе с шейхом аль-Кардаи были убиты имам Яхья, премьер-министр Абдалла аль-Амри, внук имама и телохранитель. Об убийстве имама Яхьи сразу же был извещен Абдалла аль-Вазир. Он и прибывший в Сану начальник военной школы в столице иракский офицер Джамаль Джамиль направились во главе военного отряда ко дворцу имама, где размещались государственные склады и монетный двор. Два сына имама Яхьи, пытавшиеся оказать вооруженное сопротивление восставшим, были убиты, а трое других арестованы. На следующий день советом старейшин города Саны Абдалла аль-Вазир был провозглашен имамом и королем Йемена. Улемы в пятничной молитве призвали народ признать нового имама.
Одним из первых шагов нового имама было тайное предписание своим сторонникам в Таизе умертвить эмира Ахмеда. Однако последнему с небольшим числом гвардейцев и захваченной государственной казной удалось благополучно бежать из Таиза и через Тихаму добраться до Хадджи. Еще в городе Баджиле эмир Ахмед объявил себя имамом с титулом «наср ад-дин» («поборник веры»), а Абдаллу аль-Вазира – узурпатором. В Хаддже эмир Ахмед призвал племена северного Джебеля начать «священную войну» против узурпатора и «безбожных бунтовщиков», захвативших Сану.
В то же время провозглашенный имамом Абдалла аль-Вазир в официальном воззвании к народу изложил программу своей деятельности, исходя из основных положений Священной национальной хартии. «Свободные йеменцы», в то время находившиеся в эмиграции в Адене после многочисленных дискуссий приняли решение прибыть в Сану и принять участие в правительстве нового имама. По решению имама Абдалла аль-Вазира, многие из них были назначены на важные посты в государственном и административном, аппарате или в заранее оговоренных областных центрах Йемена.
Прибывшие в страну оппозиционные политические деятели приступили к формированию новых органов власти. Под председательством эмира Ибрахима был создан Консультативный совет, ставший высшим органом государственной власти в стране, сформировано правительство, министерства, а также военный и Революционный советы. Сын нового имама Али аль-Вазир был назначен командующим вооруженными силами, а Джамаль Джамиль – начальником сил общественной безопасности.
Однако эти мероприятия были осуществлены только в столице. Провинции с зейдитским населением сохраняли верность королевской семье Хамидаддинов. В южных районах и на побережье страны, в том числе в Таизе и в Ходейде, многие лица, занявшие ответственные посты, лишь формально признали власть Абдаллы аль-Вазира.
В поддержку нового режима выступило преимущественно население шафиитских районов. В городах Худжарии и Ибба богатый шафиитский купец Джаззам аль-Херви начал создавать на свои средства отряды национальной гвардии. Однако они были плохо вооружены и по пути в Сану разгромлены хорошо вооруженными отрядами племен, вставших на стороне Ахмеда.

### Провал внешнеполитической деятельности аль-Вазира и изоляция режима
Правительство Абдаллы аль-Вазира, не рассчитывая на массовую поддержку внутри страны и не имея достаточного количества оружия, обратилось в Лигу арабских государств, а также ко всем арабским правительствам с просьбой о признании и поддержке его правительства. Особые надежды аль-Вазир возлагал на ЛАГ, которая своим признанием укрепила бы авторитет его режима. В телеграмме министра иностранных дел нового правительства Хусейна аль-Кибси, адресованной председателю ЛАГ, говорилось, что если ЛАГ замедлит с признанием и оказанием помощи, то правительство аль-Вазира будет вынуждено обратиться за помощью к «иностранным государствам», чтобы «осуществить в стране революционные мероприятия».
Воспользовавшись этим заявлением, эмир Ахмед представил арабской и международной общественности происшедший в Йемене переворот как инспирированный извне. Слухи об иностранной помощи и иностранном вмешательстве начали быстро распространяться как в Йемене, так и за его пределами. Враги нового режима объявили этот переворот проанглийским заговором, широко используя тот факт, что местом пребывания многих руководителей переворота был Аден.
Правительству аль-Вазира не удалось получить поддержку и признание со стороны ЛАГ, которая приняла решение определить позицию стран – членов Лиги по отношению к событиям в Йемене только после изучения положения дел на месте. В Йемен была направлена комиссия во главе с генеральным секретарем ЛАГ Абдаррахманом Аззамом. Однако до Йемена комиссия не доехала; по пути в Сану она задержалась в Эр-Рияде, куда была приглашена наследным принцем Саудовской Аравии Саудом, и оттуда наблюдала за дальнейшими событиями в Йемене.
Абдалла аль-Вазир тщетно попытался установить прямые контакты с правительствами отдельных арабских государств. Так, в Саудовскую Аравию была послана делегация в составе аз-Зубейри, племянника Абдаллы аль-Вазира и Фудейля аль-Варталяни, алжирского националиста, сторонника организации «братьев-мусульман». Однако король Ибн Сауд отказался принять посланников правительства аль-Вазира, а также предоставить новому имаму военную либо финансовую помощь. Аль-Вазиру не удалось также получить признания какой-либо другой арабской страны и согласия на продажу оружия.
В условиях такой неопределенности, между «свободными йеменцами» и сторонниками аль-Вазира начались прения и разногласия из-за распределения ответственных постов в правительстве: на посты, предназначенные шафиитам, новый имам стал назначать зейдитов. Политические разногласия дополнялись религиозной враждой. Основная проблема власти имама Абдаллы аль-Вазира, возглавивший движение за политические перемены, заключалась в том, что как зайдитский имам он не представлял шафиитское большинство севера. Эти распри значительно ослабили позиции нового имама и отвлекли внимание деятелей его режима от политической ситуации в стране.
Решающую роль в судьбе нового режима сыграли вожди племен, особенно зейдитских – на севере и востоке страны. Несмотря на свое недовольство правлением имама Яхьи, они не поддержали правительства нового имама Абдаллы аль-Вазира. Для многих из них его имя было связано с жестоким покорением их территорий во время завоевательных походов имама в 20-30-х годах. Поэтому они охотно откликнулись на призыв эмира Ахмеда наказать «попирателей веры и морали», убийц их духовного главы – имама. Многие шейхи племен получили к тому же от эмира Ахмеда внушительные суммы денег. Значительную военно-финансовую поддержку эмиру Ахмеду оказали и крупнейшие арабские монархи – саудовский король Ибн Сауд, египетский – Фарук I и иорданский – Абдалла I, которые были заинтересованны в незыблемости монархических режимов.

### Свержение власти семьи аль-Вазира и реставрация режима Хамидаддинов
Разработав план действий, эмир Ахмед разослал своих эмиссаров к шейхам племен, предложив им совместное выступление против имама Абдаллы. Уже вскоре военные формирования, верные аль-Вазиру, были разгромлены в районах Каукабан, Aмран, в областях расселения племен анс и других. После этого эмир Ахмед стал готовить поход на город Сану. Племенное ополчение под командованием эмиров Ахмеда, аль-Хасана и Аббаса подошло к стенам Саны. 14 марта эмир Ахмед вошел в город, а 15 марта совет улемов столицы провозгласил его законным имамом и королем Йемена. В память о своем отце, носившем титул «мутаваккиль аля-Алла» («уповающий на Аллаха»), он официально провозгласил страну Йеменским Мутаваккилийским королевством.
Большую роль в сплочении внушительных сил на стороне Ахмеда сыграл третий сын короля Яхьи (брат Ахмеда) принц Хасан ибн Яхья, тогдашний губернатор южной провинции Ибб, которого очень любили северные племена. За заслуги перед династией, Ахмед наградил его должностями премьер-министра и губернатора Саны.
Большинство организаторов и сторонников переворота 1948 г., имевших даже косвенное отношение к нему, были задержаны и брошены в тюрьмы или казнены. Среди казненных были Абдалла аль-Вазир и его ближайшие родственники, эмир Ибрахим, Джамаль Джамиль, Хусейн аль-Кибси и др.. В тюрьме в Хаддже оказались Ахмед Мухаммед Нуман и другие видные деятели оппозиционного движения, такие, как Абдель Рахман Арьяни, Ахмед аль-Мирвани, Абд ас-Салам Сабра, Абдалла ас-Салляль и др. На свободе остались лишь те политические деятели, которые не успели вернуться из эмиграции в Йемен. Избежал также ареста Мухаммед Махмуд аз-Зубейри вместе с теми, кто, подобно ему, был отправлен правительством Абдаллы аль-Вазира в арабские страны со специальными поручениями.

## Последствия
Правление Ахмеда было отмечено растущим развитием, открытостью и возобновлением трений с Соединенным Королевством из-за британского присутствия на юге, которое препятствовало его стремлению к созданию «Великого Йемена». В марте 1955 года очередная попытка переворота, совершенная группой офицеров и двумя братьями Ахмеда, ненадолго лишило короля власти, но был быстро подавлен.
После смерти имама Ахмеда в сентябре 1962 года, наследный принц Мухаммад аль-Бадр был объявлен королем. Однако, 26 сентября династия Хамидаддинов была свергнута в результате государственного переворота революционными республиканскими офицерами во главе с Абдалла ас-Салялем. Переворот быстро перерос в длительную гражданскую войну между роялистами, поддерживаемыми Саудовской Аравией, и «свободными офицерами», которые объявили о создании Йеменской Арабской Республики и которых активно поддерживал насеровский Египет.